# Transports au Mexique

Autoroutes à 2 voies ou plus dans chaque sens, au Mexique en 2025, en rouge

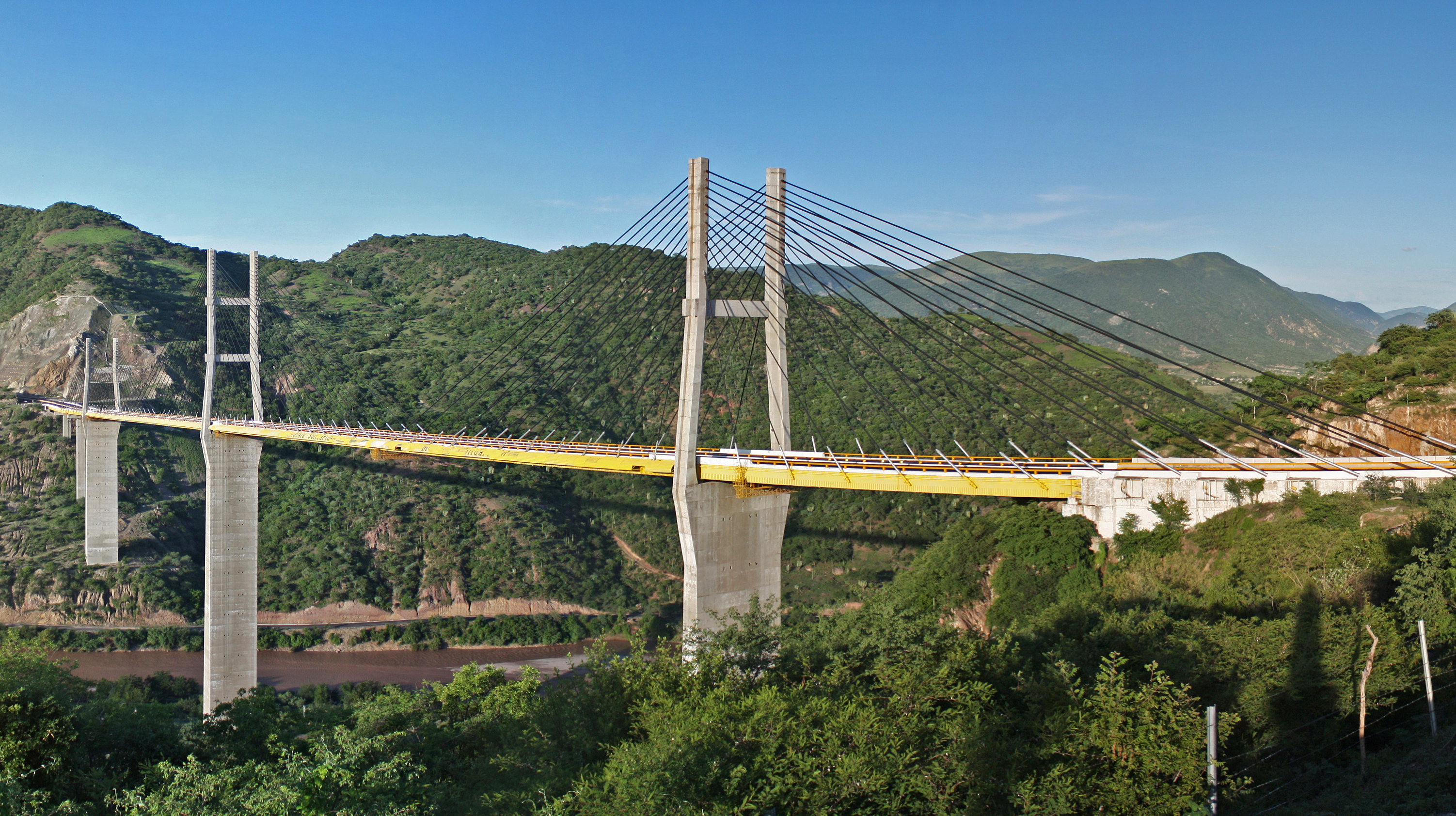
Autoroute 95 au Mexique.

Cet article présente diverses statistiques et informations sur les infrastructures de transport du Mexique.

## Infrastructures
- Aéroports :

57 aéroports internationaux (2000)
28 aéroports nationaux (2000)
- Routes : 253 666 km de routes pavées et goudronnées (2000)
- Voies ferrées :  26 656 km (2000)
- Ports maritimes : 108 (2000)